# Anne-Christine Klarmann
Anne-Christine Klarmann (* 3. April 1963 in Tübingen) ist eine deutsche Künstlerin.

## Leben
Anne-Christine Klarmann wuchs in Freudenstadt sowie in Riedlingen (Oberschwaben) auf. Sie studierte von 1982 bis 1985 Philosophie, Germanistik und Kunst an der Johannes-Gutenberg-Universität in Mainz. Es folgte ein Kunststudium an der Freien Kunstakademie Nürtingen von 1987 bis 1990. Ihre freiberufliche Tätigkeit begann Klarmann als bildende Künstlerin 1991 in Reutlingen. 1997 war sie in der Auswahl zum Oberschwäbischen Kunstpreis, 1999 wurde ihr der Kunstpreis des Landkreises Biberach verliehen, 2009 wurde sie mit dem Kunstpreis Nagold ausgezeichnet.
Ab 2004 arbeitete sie als Kunstpädagogin an einem Reutlinger Gymnasium.  Seit 2014 wohnt und arbeitet Klarmann in Tübingen.

## Werk
Ihr Werk umfasst sowohl Arbeiten als Zeichnerin, Grafikerin als auch Videokünstlerin.
Ihre grafischen Arbeiten sind zumeist großformatig, abstrakt und weisen eine eigene Dreidimensionalität auf. Die Motive ihrer Bilder changieren zwischen Landschaften, Strukturen und beinhalten meist vordergründig Zeichen.
Diese sind ein wiederkehrendes und charakteristisches Element ihrer Arbeiten. Die Linie selbst spielt in ihrer Unmittelbarkeit eine maßgebende Rolle.
Sie arbeitet durchgängig mit viel Struktur und wenige Farbe, wodurch die Farbe die genutzt wird, eine besondere Wirkung entfaltet. Als Material benutzt sie häufig Acryl, Graphit, Öl, aber auch Zement. Dieser erzeugt oftmals das markante Relief und verweist auf die künstlerischen Anfänge Klarmanns in der Bildhauerei.
Auch ihre Videos weisen eine starke Farbreduzierung auf, sie arbeitet mit Zeitverzögerung, Materialverknappung, Gesten und Reduktionen.
Das Plakat „Alle reden vom Wetter. Wir auch“ ist ihre bekannteste grafische Arbeit und dieses wurde namensgebend für die Ausstellung Everybody talks about the weather in Venedig im Palazzo Ca' Corner della Regina, dem Sitz der Fondazione Prada. Das Werk nimmt Bezug auf ein Plakat des SDS (Sozialistischer Deutscher Studentenverbund) von 1968 und transformiert den durch die damaligen Protagonisten Engels, Marx und Lenin symbolisierten Widerstand in die heutige Zeit. Anstelle der drei Männer sind es nun drei junge Frauen (Judith Ellens, Greta Thunberg, Carola Rackete), die für Klimaschutz und Klimagerechtigkeit kämpfen. Dieter Roelstraete, Kurator am Museum of Contemporary Art in Chicago und der documenta 14, der die Ausstellung Everybody talks about the weather kuratiert hat, nannte die Arbeit von Klarmann ein "brilliantes Remake". Bei der Ausstellung in Venedig, die zeitgleich mit der Architekturbiennale stattfand, war Klarmann neben international bekannten Künstlern wie Gerhard Richter, Anthony Gormley, Vivian Suter und Thomas Ruff vertreten.

## Ausstellungen

### Einzelausstellungen (Auswahl)
- 1997: Mittler, Kunstverein alpha-Jetzt, Stuttgart
- 1998: leise Ziele, Klosterkirche Pfullingen
- 2000: Raum für Wind, Galerie usw., Adelberg
- 2001: Fänger, Galerie am Griesbad, Ulm
- 2001: Neues, Altstadtgalerie, Reutlingen
- 2003: dunkel, Shedhalle, Tübingen[14]
- 2004: pures, Galerie im Kornhauskeller, Ulm
- 2008: closer to night, Csoport-Horda-Galeria in Pécs, Ungarn
- 2010: basics, Galerie im Künstlerbund
- 2012: sichtweit, Kulturhalle Tübingen[15]
- 2014: lines, Kaplaneihaus Riedlingen
- 2015: still videos, Galerie im Gewölbe I Reutlingen
- 2015: stroke by stroke, Stuttgarter Kunstverein[16]
- 2016: fremdreise, Galerie Peripherie, Tübingen
- 2019: dekodiert, Galerie Künstlerbund Tübingen
- 2019: manchmal…, Galerie Atelier7Art, Fehmarn
- 2021: Glückssysteme, Hunzikerareal Zürich[17]

### Gruppenausstellungen
Anne-Christine Klarmann hat an zahlreichen Gruppenausstellungen, mit Schwerpunkt Süddeutschland, sowie in mehreren europäischen Ländern teilgenommen.

## Stipendien
- Expo-Symposium in Karelien, Russland
- Artist in Residence Salem Art Works, NY, USA[18]
- Residenzstipendium in Salem, Kulturamt Bodenseekreis
- Internationale Sommerakademie für Bildende Kunst Salzburg

## Öffentliche Ankäufe (Auswahl)
- Fondazione Prada, Mailand
- Landkreis Reutlingen
- Kunstpreis Landkreis Biberach

## Mitgliedschaften
- Bund Bildender Künstler und Künstlerinnen Karlsruhe (BBK)[6]
- Künstlerbund Tübingen e.V.[19]
- Verband Bildender Künstler und Künstlerinnen Baden-Württemberg VBKW

## Veröffentlichungen
- (Illustrationen) mit Barbara Krämer: basics. VBKW, Stuttgart 2010. ISBN 978-3-929419-60-3
- im Begriff. Zeichnungen, Videos. VBKW, Stuttgart 2012. ISBN 978-3-942743-16-7
- fremdreise. Zeichnungen. 2018. VBKW, Stuttgart ISBN 978-3-942743-73-0